# Елань (Сидоровское сельское поселение)
Елань — упразднённый посёлок в Новокузнецком районе Кемеровской области России. На момент упразднения входил в состав Сидоровского сельского совета. Исключен из учётных данных в 2001 году.

## География
Располагался на реке Коммунарка, между Новокузнецкими микрорайонами Малоэтажка и Верхняя Колония.

## История
Законом Кемеровской области от 19 декабря 2001 года № 124-ОЗ посёлок исключен из учётных данных.